# Salikoko Mufwene
Salikoko Mufwene é um linguista congolês. Ele é Professor de Serviço Distinto Edward Carson Waller na Universidade de Chicago, onde ocupa cargos no Departamento de Linguística, no Departamento de Raça, Diáspora e Indigeneidade. Mufwene é reconhecido por suas contribuições ao estudo das línguas crioulas, da evolução da linguagem e da sociolinguística.

## Infância e educação
Mufwene concluiu seus estudos de graduação em filologia inglesa na Universidade Nacional do Zaire em Lubumbashi. Ele obteve seu doutorado em linguística pela Universidade de Chicago em 1979.

## Carreira acadêmica
Mufwene começou sua carreira acadêmica como professor na Universidade das Índias Ocidentais, campus de Mona, na Jamaica, de janeiro de 1980 a agosto de 1981. Ele então ingressou na Universidade da Geórgia, onde atuou como professor assistente de 1981 a 1986, professor associado de 1986 a 1991 e professor titular em 1991 no Departamento de Antropologia. Em dezembro daquele ano, ele se mudou para a Universidade de Chicago como professor titular, onde permaneceu desde então.
Na Universidade de Chicago, Mufwene atuou como presidente do Departamento de Linguística de 1995 a 2001. Ele foi nomeado Frank J. McLorraine Distinguished Service Professor em 2004 e se tornou Edward Carson Waller Distinguished Service Professor em 2021. Ele também atuou como Diretor Acadêmico do Centro da Universidade de Chicago em Paris de 2013 a 2014 e novamente de 2022 a 2023, bem como Diretor Acadêmico Interino do Centro de Estudos de Raça, Política e Cultura (CSRPC) de 2018 a 2020.
Ele é filiado a vários programas multidisciplinares da Universidade de Chicago, incluindo o Comitê de Estudos Africanos, o Comitê de Biologia Evolutiva e o Comitê de Estudos Conceituais e Históricos da Ciência.
Mufwene ocupou cargos de visitante na Universidade Nacional de Singapura (outono de 2001) e na Universidade Harvard (primavera de 2002), foi bolsista do Instituto de Estudos Avançados de Lyon (2010-11), e deu palestras no Collège de France (outono de 2003), onde mais tarde ocupou a Cátedra Anual dos Mundos Francofones (2023-24). Ele também lecionou no Instituto de Verão da Sociedade Linguística da América (1999, 2015, 2017) e em várias escolas de verão sobre crioulos, sobre ameaça e perda de línguas, sobre economia e linguagem e sobre linguística africana.

## Pesquisa
A pesquisa de Mufwene se concentra em estudos crioulos, evolução da linguagem (incluindo vitalidade da linguagem) e linguística africana. Ele publicou extensivamente (vários livros e centenas de ensaios) sobre o desenvolvimento das línguas crioulas, particularmente gullah e o patoá jamaicano, sobre a morfossintaxe das línguas bantu, como o kituba, o lingala e o kiyansi (esta última sua língua materna). Seu trabalho também aborda a estrutura e a história do inglês vernáculo afro-americano.
Ele é conhecido por promover a abordagem ecológica à evolução da linguagem, na qual ele analogiza as línguas a vírus à mercê de seus hospedeiros (falantes e sinalizadores) influenciados por fatores socioculturais, históricos e ambientais. Em seus livros seminais The Ecology of Language Evolutions (2001) e Language Evolution: Contact, Competition and Change (2008), Mufwene traça analogias entre mecanismos de evolução da linguagem e aqueles da evolução biológica, argumentando que as línguas passam por mudanças por mecanismos semelhantes aos que afetam os vírus, incluindo dependência das atividades de seus hospedeiros, competição e seleção, que podem facilitar a disseminação ou causar a extinção. Uma diferença importante é que, diferentemente dos vírus, as línguas não colonizam seus hospedeiros, que na verdade também são seus criadores. Ele concebe as línguas como tecnologias produzidas pela domesticação de suas anatomias pelos humanos para produzir comunicação linguística.
Suas contribuições para o contexto histórico da linguística evolucionista lançam luz sobre o papel da colonização e da globalização na formação da mudança e da diversidade linguísticas. Invocando dinâmicas específicas da ecologia, ele invoca a evolução diferencial para explicar por que as línguas coloniais europeias se especiaram em variedades divergentes (crioulos, pidgins e outras variedades indigenizadas) e por que os processos de ameaça e perda de línguas não ocorreram uniformemente em todo o mundo.
Mufwene é o editor fundador da série Cambridge Approaches to Language Contact, que publica pesquisas interdisciplinares sobre crioulos, pidgins, outros resultados do contato linguístico e mudanças estruturais nas línguas.

## Publicações
- Mufwene, Salikoko; Steever, Sanford; Walker, Carol (Eds.) (1976). Papers from the Twelfth Regional Meeting of the Chicago Linguistic Society. Chicago Linguistic Society.
- Mufwene, Salikoko S.; Rickford, John R.; Bailey, Guy; Baugh, John (Eds.) (1998). African-American English: Structure, history, and use. London: Routledge. ISBN 0-415-11732-1.[23]
- Mufwene, Salikoko S. (Ed.) (1993). Africanisms in Afro-American language varieties. University of Georgia Press.[24][25]
- Mufwene, Salikoko S.; Moshi, Lioba (Ed.) (1993). Topics in African linguistics. John Benjamins.
- Mufwene, Salikoko S. (2001). The Ecology of Language Evolution. Cambridge University Press. ISBN 0-511-01934-3.[20]
- Mufwene, Salikoko S. (2005). Créoles, écologie sociale, évolution linguistique : cours donnés au Collège de France durant l’automne 2003. L’Harmattan.
- Mufwene, Salikoko S.; Francis, Elaine J.; Wheeler, Rebecca S. (Eds.) (2005) Polymorphous linguistics: Jim McCawley’s legacy. MIT Press.[26]
- Mufwene, Salikoko (2008). Language Evolution: Contact, Competition and Change. Continuum Press. ISBN 978-0-8264-9370-5.[27]
- Vigouroux, Cécile B.; Mufwene, Salikoko S. (Eds.) (2008). Globalization and language vitality: Perspectives from Africa. Continuum Press.
- Mufwene, Salikoko (Ed.) (2014). Iberian Imperialism and Language Evolution in Latin America. University of Chicago Press.[28]
- Mufwene, Salikoko S.; Vigouroux, Cécile B. (Eds.) (2014). Colonisation, globalisation, vitalité du français. Odile Jacob (Paris).
- Mufwene, Salikoko S.; Coupé, Christophe; Pellegrino, François (Eds.) (2017). Complexity in Language: Developmental and Evolutionary Perspectives. Cambridge University Press.
- Vigouroux, Cécile B.; Mufwene, Salikoko (Eds.) (2020). Bridging Linguistics and Economics. Cambridge University Press.
- Mufwene, Salikoko; Escobar, Anna María (Eds.) (2022). The Cambridge Handbook of Language Contact. Volume 1: Population Movement and Language Change. Cambridge University Press.
- Mufwene, Salikoko; Escobar, Anna María (Eds.) (2022). The Cambridge Handbook of Language Contact. Volume 2: Multilingualism in Population Structure. Cambridge University Press.[29]
- Mufwene, Salikoko S. (2024). Migrations humaines et évolution linguistique : les parcours des créoles et du français. Editions du Collège de France.
- Mufwene, Salikoko S. (2025) Ecological Perspectives on Language Endangerment and Loss. Springer Nature